# Karla Cristina Kwiatkowski
Karla Cristina Kwiatkowski obteve o título de  Miss Paraná 1990 e venceu o concurso de Miss Brasil Mundo no mesmo ano, representando esse estado. Num ano em que o Brasil deixou de participar do Miss Universo pela primeira vez, a paranaense disputou o Miss Mundo, mas não foi classificada. Antes de ser eleita Miss Brasil Mundo, Karla foi Miss Paraná em 1988, sendo semifinalista no Miss Brasil 1988.